# Volkslied van de Oranje Vrijstaat
El Volkslied van de Oranje Vrijstaat (en afrikáans: Vrystaatse Volkslied) fue el himno nacional del Estado Libre de Orange, adoptado en 1854 y usado hasta 1902, tras firmarse la Paz de Vereeniging.

## Letra
| Neerlandés (letra oficial) |
| --- |
| Heft, Burgers, 't lied der vrijheid aan En zingt ons eigen volksbestaan! Van vreemde banden vrij, Bekleedt ons klein gemenebest, Op orde, wet en recht gevest, Rang in der Staten rij. Al heeft ons land een klein begin, Wij gaan met moed de toekomst in, Het oog op God gericht, Die niet beschaamt wie op Hem bouwt, Op Hem als op een burcht vertrouwt, Die voor geen stormen zwicht. Zie in gena' en liefde neer Op onze President, o Heer! Wees Gij zijn toeverlaat! De taak, die op zijn schouders rust, Vervulle hij met trouw en lust Tot heil van volk en staat! Bescherm, o God, de Raad van't land, Geleid hem aan Uw vaderhand, Verlicht hem van omhoog, Opdat zijn werk geheiligd zij En vaderland en burgerij Ten zegen strekken moog'! Heil, driewerf heil de dierb're Staat, het Volk, de President, de Raad! Ja, bloei' naar ons gezang De Vrijstaat en zijn burgerij, In deugden groot, van smetten vrij, Nog tal van eeuwen lang! |